# Alexandre Fournier
Alexandre Fournier, né le 23 avril 1881 à Dijon (Côte-d'Or) et mort le 3 mars 1944 dans la même ville, est un architecte français qui a bâti essentiellement à Dijon.

## Biographie
Alexandre Fournier est le fils du maire de Dijon (de 1900 à 1904), Simon Fournier-Faucher. Après un apprentissage dans l'entreprise familiale Fournier-Faucher qui exécute la première tranche des usines "Terrot" ou encore le cinéma Darcy-Palace, il sera architecte pour la ville de Dijon au début du XXe siècle. Parmi ses réalisations, son œuvre majeure est la Villa Vurpillot.
Il est inhumé au cimetière des Péjoces à Dijon.

## Œuvres à Dijon
- Garage automobile, situé au no 40 rue de Montmartre, entre 1920 et 1923[4].
- Extension au n°25 de la rue musette de l'immeuble situé au n°27 conçu par l'architecte Louis Perreau, en 1921[5].
- Villa du Général Bulot [6], située au no 2 cours Général-de-Gaulle, en 1923[7].
- Immeuble de style Art déco, située à l'angle de la rue l'Égalité (no 12) et de la rue Bernard-Courtois (no 12), en 1925[8].
- Maison de style Art déco, situé au no 8 de la rue Bernard Courtois, en 1926[9] .
- Immeuble de style Art déco, situé au no 4 de la rue Bernard Courtois, en 1926[10] .
- Immeuble situé à l'angle de la rue Docteur-Durande (no 5) et de la rue Montmartre (no 14), en 1927[11].
- Immeuble de style Art déco, situé à l'angle de la rue l'Égalité (no 10) et de la rue Bernard-Courtois (no 11), en 1927 [12].
- La Villa Vurpillot, à la fois de style Art déco avec une certaine influence de l'architecte Robert Mallet-Stevens, situé au no 18 de la rue Charles-Brifaut, en 1928[13].
- Maisons jumelées de style Art déco, situées aux no 7-9 rue de l'Égalité, en 1929[14].
- Immeuble de style Art déco, situé aux no 2 boulevard de Verdun et no 13 rue de Colmar, en 1934[15].

## Galerie

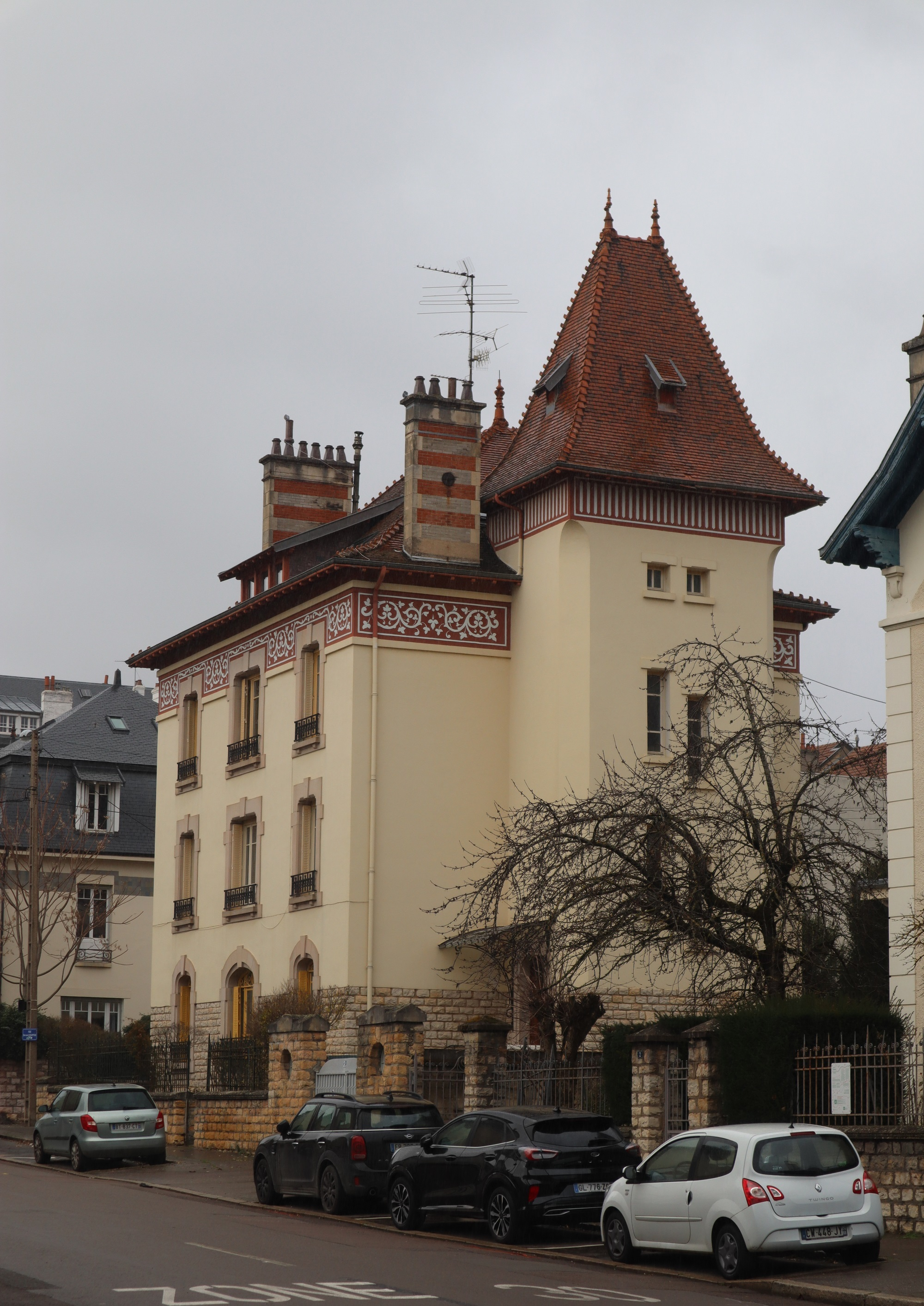
Immeuble au n°4 Rue Bernard Courtois
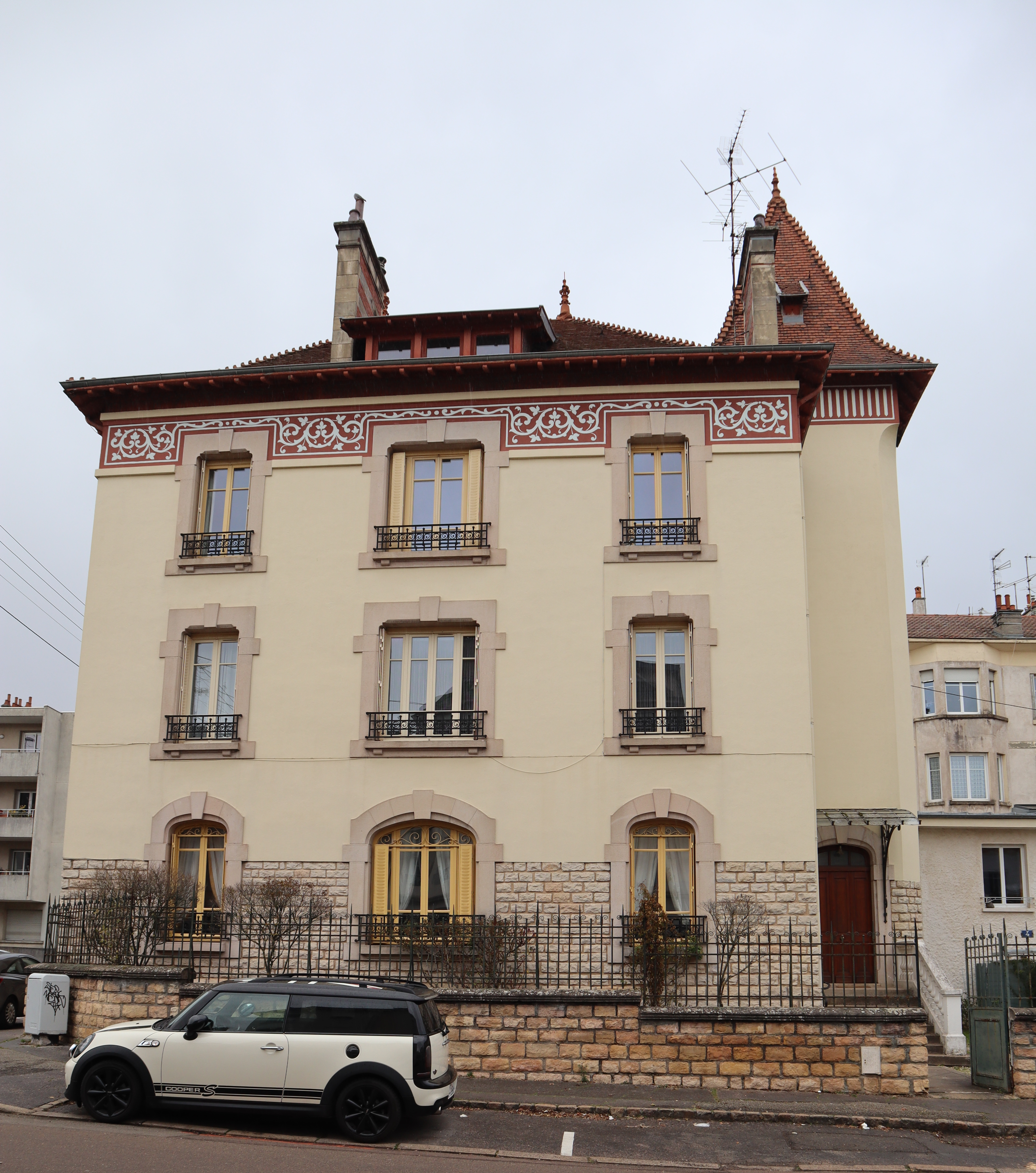
Immeuble au n°4 Rue Bernard Courtois
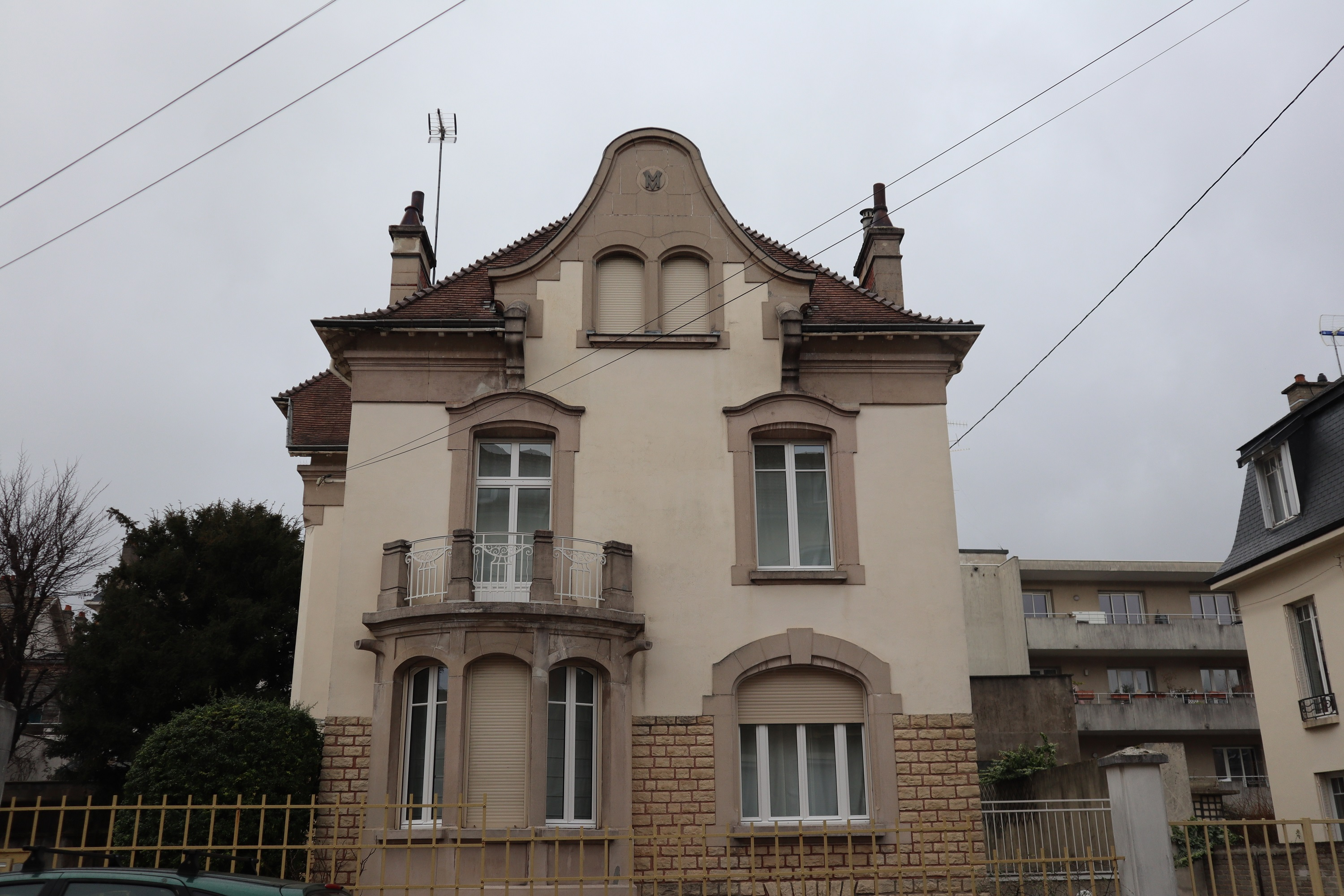
Villa au n°8 Rue Bernard Courtois
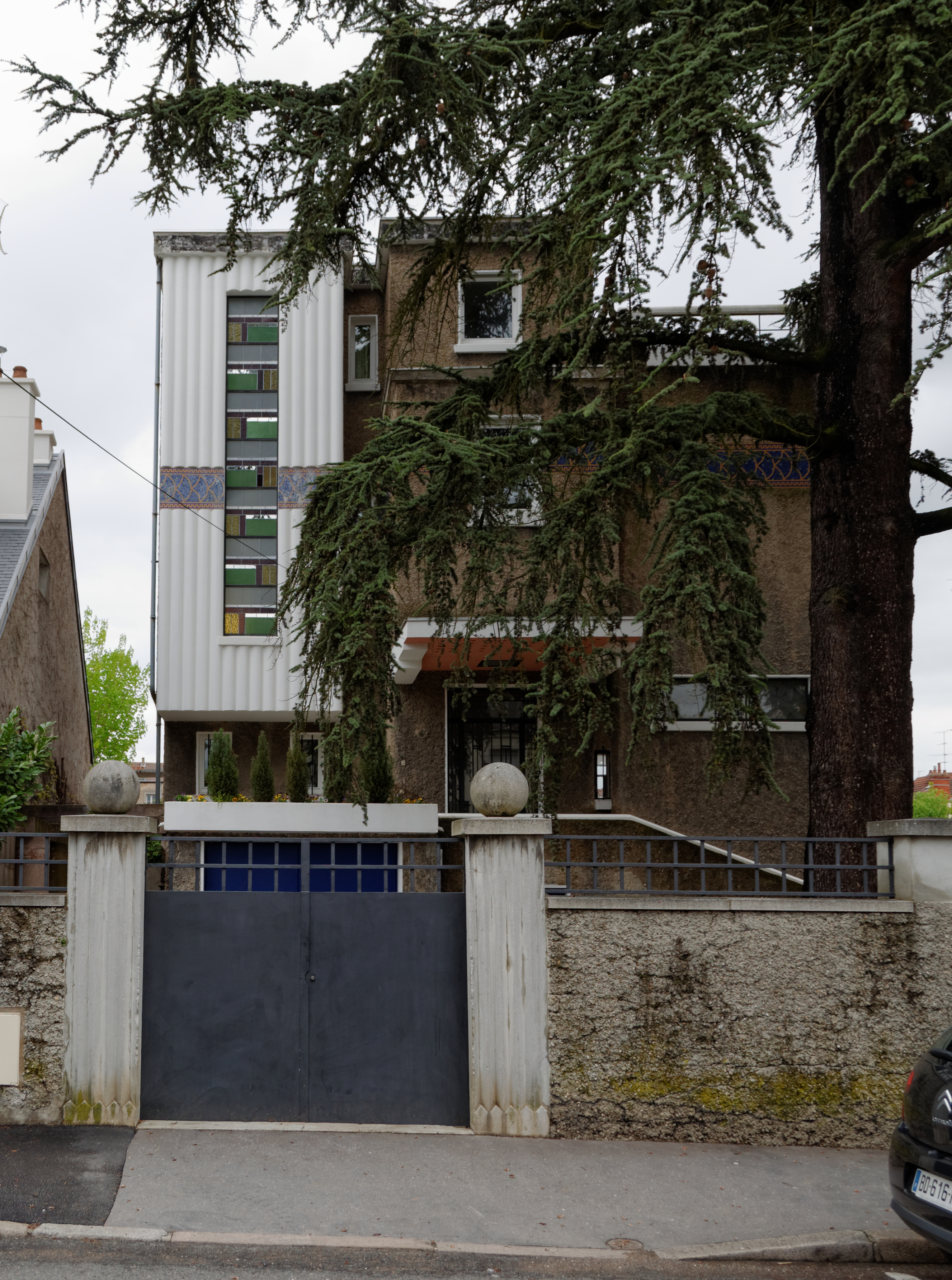
Villa Vurpillot
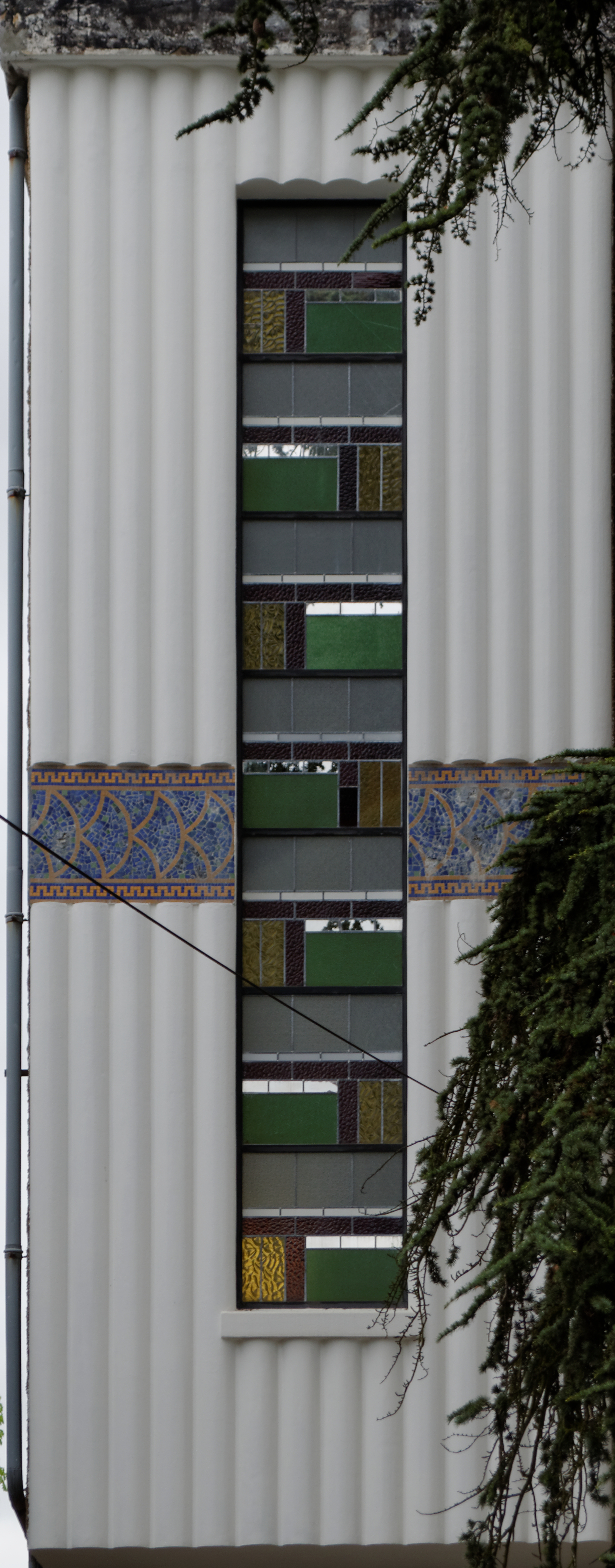
détail de la Villa Vurpillot
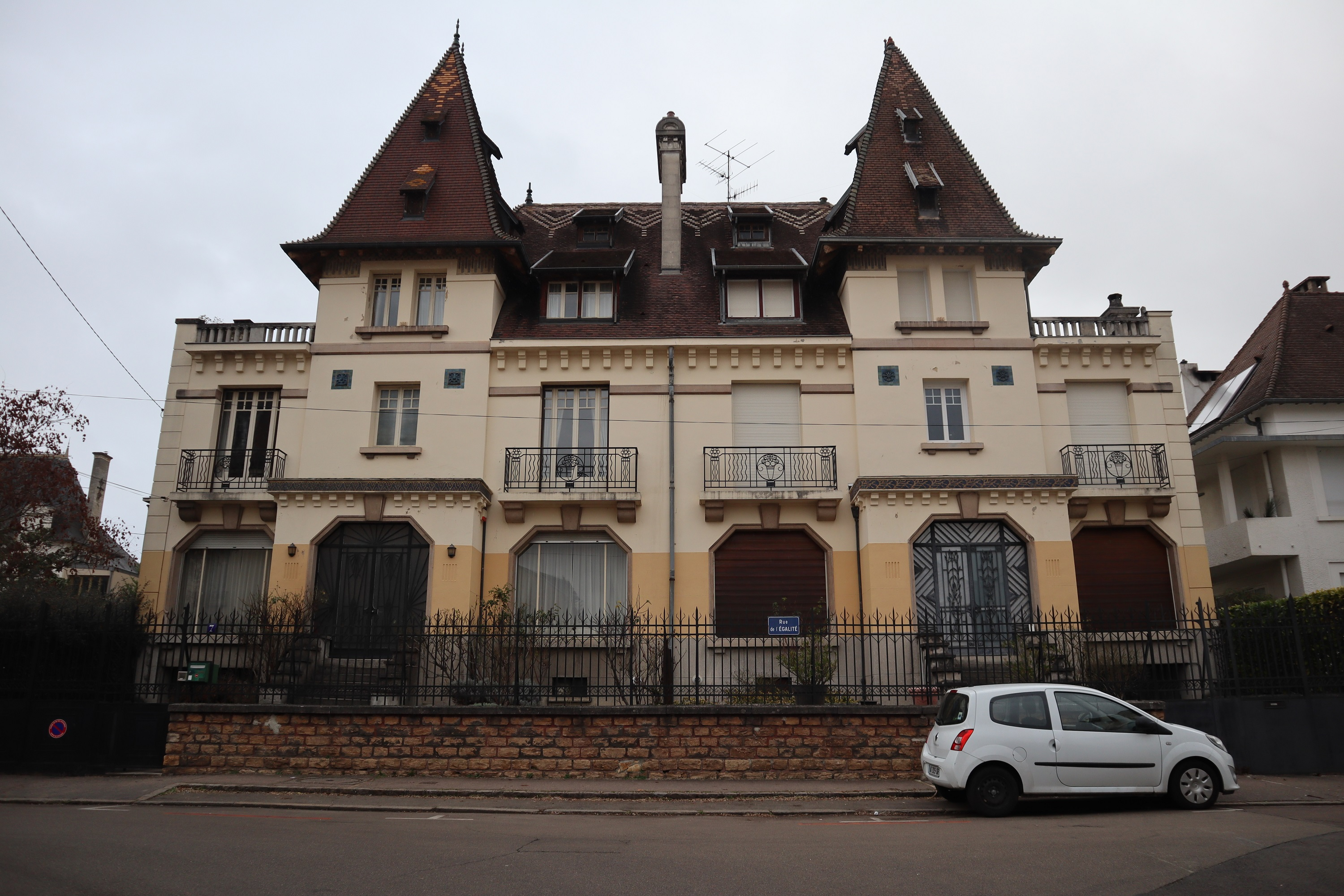
Maisons aux n°7-9 rue de l'Égalité